# Marijan Kraljević
Marijan Kraljević, né le 30 avril 1970, à Pforzen, en Allemagne de l'Ouest, est un ancien joueur slovène de basket-ball. Il évolue durant sa carrière au poste de pivot.

## Palmarès
- Coupe de Slovénie 1992, 1993, 1994, 1995
- Coupe d'Europe 1994